# 大岳村
大岳村（おおたけむら）は、熊本県の中部に位置していた村。大嶽村とも表記した。

## 歴史
- 1889年（明治22年）4月1日 - 町村制の施行に伴い、里浦村、手場村、大口村が合併し発足。
- 1955年（昭和30年）2月1日 - 大岳村が三角町・戸馳村・郡浦村と合併して三角町が発足。同町の大字となる。

## 学校
- 大岳村立大岳小学校
- 大岳村立大岳中学校